# Hekatomb
Hekato'mb (grekiska ἑκατόμβη hekato'mbe, av hekato'n, "hundra") avser en mycket stor mängd. Ursprungligen var det ett offer av hundra tjurar eller andra nötkreatur, men sedan hos Homeros benämning för stora offer, i synnerhet vid offentliga högtidligheter, där antalet kunde vara både större och mindre än hundra och exempelvis får och getter också kunde ingå. Offren förekom vid stora fester.